# Dipartimento di Bambey
Il dipartimento di Bambey (fr. Département de Bambey) è un dipartimento del Senegal, appartenente alla regione di Diourbel. Il capoluogo è la città di Bambey.
Il dipartimento si estende su una zona pianeggiante nella parte occidentale della regione di Diourbel.
Il dipartimento di Bambey comprende un solo comune (Bambey) e tre arrondissement (Baba-Garage, Lambaye e Ngoye).